# Shell Glacier
Shell Glacier är en glaciär i Antarktis. Den ligger i Östantarktis. Nya Zeeland gör anspråk på området. Shell Glacier ligger 293 meter över havet.
Terrängen runt Shell Glacier är varierad. Havet är nära Shell Glacier västerut. Trakten är obefolkad. Det finns inga samhällen i närheten. 